# Kisaura niitakaensis
Kisaura niitakaensis är en nattsländeart som först beskrevs av Kobayashi 1973.  Kisaura niitakaensis ingår i släktet Kisaura och familjen stengömmenattsländor. Inga underarter finns listade i Catalogue of Life.